# Top Darts
Top Darts è un videogioco sportivo sviluppato da Devil's Details e pubblicato da SCEE su PlayStation Network per PlayStation 3 il 21 dicembre 2010. Il titolo offre una gran selezione di giochi di freccette assieme ad un assortimento di sfide uniche e multigiocatore, tuttavia limitato solo al locale in quanto il titolo non supporta le funzioni online. Top Darts presenta quattro differenti luoghi, ognuno dei quali dotato di un differente bersaglio per le freccette a tema. I giocatori possono anche caricare liberamente delle immagini da utilizzare come sfondi per i propri bersagli e creare il loro avatar personalizzato tramite il PlayStation Eye inserendo così la propria foto.
Una versione per PlayStation Vita fu annunciata nel novembre 2011 e venne pubblicata nel febbraio 2012 sempre tramite il servizio PlayStation Network.

## Accoglienza
| Testata                            | Versione | Giudizio |
| ---------------------------------- | -------- | -------- |
| GameRankings (media al 09-12-2019) | PS3      | 74.00%   |
| GameRankings (media al 09-12-2019) | PS Vita  | 64.33%   |
| Metacritic (media al 18-03-2020)   | PS3      | 70/100   |
| Metacritic (media al 18-03-2020)   | PS Vita  | 65/100   |
| Play Generation                    | PS Vita  | 80/100   |
| Eurogamer                          | PS3      | 8/10     |
| OPM (UK)                           | PS3      | 60/100   |
| OPM (UK)                           | PS Vita  | 60/100   |
| PlayStation LifeStyle              | PS3      | 70/100   |
| Play                               | PS3      | 71/100   |
| OPM (USA)                          | PS3      | 80/100   |
| Push Square                        | PS Vita  | 6/10     |
| Pocket Gamer                       | PS Vita  | 3/5      |
| OPM (AUS)                          | PS Vita  | 60/100   |
| PlayStation Universe               | PS Vita  | 6.5/10   |
| SpazioGames.it                     | PS Vita  | 6.5/10   |
| TheSixthAxis                       | PS Vita  | 8/10     |

La rivista Play Generation diede alla versione per PlayStation Vita un punteggio di 80/100, trovandolo un titolo intuitivo e immediato, con varie modalità e opzioni, che sicuramente non sarebbe piaciuto a tutti. Kristan Reed di Eurogamer affermò che sapeva essere divertente nella sua sfortuna fornendo un po' di intrattenimento usa e getta legato al Move. PlayStation Official Magazine – UK sostenne che nella versione per PS3 svolgeva un buon lavoro con la telecamera mentre in quella per PlayStation Vita era un po' incoerente. Adam Wolfe di PlayStation LifeStyle ritenne che la mancanza di qualsiasi componente online metteva un freno al gioco, ma non doveva comunque allontanare un potenziale giocatore. Probabilmente non sarebbe piaciuto a tutti ma chi gradiva lanciare freccette con gli amici nel fine settimana avrebbe trovato in Top Darts un bel bonus per il suo soggiorno. La testata Play si ritrovò deluso dall'assenza del gioco online e della scarsa intelligenza artificiale.
Official U.S. PlayStation Magazine ritenne che in attesa di un titolo armato di spada laser per giustificare l'acquisto di Move, Top Darts ricreava il passatempo preferito da pub con un'autenticità notevole. Sammy Barker di Push Square affermò che Top Darts svolgeva un ottimo lavoro nel replicare la sensazione di giocare a freccette, ma la modalità campagna non incoraggiava a investire nel suo eccezionale elenco di modalità. Peter Willington di Pocket Gamer ritenne che i fondamenti del lancio delle frecce erano eseguiti abbastanza bene, ma lo spirito di questo sport in un senso più ambio no, rendendolo un gioco di freccette totalmente accettabile, ma senz'anima. PlayStation Official Magazine – Australia criticò la ripetitività del gameplay nonostante la presenza di 14 diverse serie di regole. Jonny Vito di PlayStation Universe trovò che c'era molto da divertirsi con Top Darts, ma alcuni problemi gli impedivano di arrivare alla perfezione. Un redattore di SpazioGames.it dichiarò di non essere totalmente soddisfatto a causa di diversi elementi che gli hanno precluso di divenire una perla unica nel suo genere. Nonostante ciò, la poca varietà degli ambienti e le piccole imperfezioni tecniche presenti non rappresentavano un ostacolo eccessivo al divertimento. In conclusione fu consigliato agli appassionati di freccette. Peter Chapman di TheSixthAxis fu più positivo trovando un gioco davvero ben sviluppato che faceva un solido uso del touchscreen di Vita e non veniva impensierito da alcune delle altre possibilità presentate su PS Vita.
Nel dicembre 2011 si classificò come il settimo videogioco indipendente più venduto su PlayStation Network.